# Remigia jugalis
Remigia jugalis là một loài bướm đêm trong họ Erebidae.